# Asparagus retrofractus
Asparagus retrofractus är en sparrisväxtart som beskrevs av Carl von Linné. Asparagus retrofractus ingår i släktet sparrisar, och familjen sparrisväxter. Inga underarter finns listade i Catalogue of Life.